# Helmut Salden
Helmut Salden (Essen (Duitsland), 20 februari 1910 – Amsterdam, 2 januari 1996) was een Duits-Nederlands letter- en boekontwerper.

## Levensloop
Hij ontvluchtte in 1934 als dienstweigeraar Hitler-Duitsland, en vond eerst onderdak in Spanje. Dat land veranderde al snel tot Franco-Spanje. Salden werd gearresteerd, maar kon ontvluchten naar Zwitserland. Vandaar vestigde hij zich in Nederland.
In het studiejaar 1938-1939 stond hij bij de opleiding Reclame-ontwerpen van de Koninklijke Academie van Beeldende Kunsten te Den Haag ingeschreven. 
Tijdens de oorlog werd Salden door de Duitsers gearresteerd en wegens dienstweigering ter dood veroordeeld. Dit vonnis werd later omgezet in een tuchthuisstraf. Die hij in Duitse kampen moet uitzitten. Uiteindelijk werd Salden door de Russen bevrijd. Daarna vestigde hij zich voorgoed in Nederland. Maar dat was in 1945/46 geen eenvoudige zaak. Verschillende Hollandsche vrienden van hem, o.a. H. A. Tas en A.A.M. Stols - een goede vriend van Salden, zetten zich voor Salden in.
Hij ging zich toeleggen op het ontwerpen van boeken. Hij maakte ontwerpen voor banden, omslagen en titels voor boeken van M. Vasalis, Jo Boer (schrijfster), Jan van Nijlen, Henriette Roland Holst, Marnix Gijsen en vele anderen. Ook ontwierp hij de boekomslag van de eerste uitgave van Het Achterhuis van Anne Frank. Voor de uitgeverijen H.P. Leopold, de Hollandia Drukkerij en Em. Querido ontwierp hij boekbanden in 1939 en 1940.
Hoewel Salden aan de Folkwang Hochschule in Essen een medewerker van de bekende modernist Max Burchartz was geweest, ging hij in een meer klassieke richting werken. Zijn naam wordt vooral verbonden met die van G.A. van Oorschot. In opdracht van deze Amsterdamse uitgever ontwierp hij de Russische Bibliotheek en vele verzamelde werken. Saldens kracht lag vooral in zijn getekende belettering, die hij veel op omslagen toepaste. Een van de bekendste stofomslagen die hij ontwierp is dat voor Het Achterhuis van Anne Frank (1947). Een ontwerp dat hij voor een drukletter maakte, werd nooit in productie genomen.
Salden ontving verschillende onderscheidingen. Aan het einde van zijn loopbaan werd hem de Oeuvreprijs 1994 van het Fonds voor beeldende kunsten, vormgeving en bouwkunst toegekend. Uit het juryrapport: 'Met de Oeuvreprijs wil de commissie graag het uitzonderlijke belang van zijn gehele oeuvre nog eens onder de aandacht brengen. Zijn werk bepaalde, en bepaalt voor een groot deel nog steeds, het gezicht van het Nederlandse boek.' Na Saldens overlijden publiceerde zijn partner Katja Vranken een omvangrijke monografie over zijn werk, die naar Saldens wens werd vormgegeven door Harry N. Sierman. Zijn archief berust in het Museum van het Boek.

## Publicaties
- Tag am Meer, 1995
- ... und soviel Gramm Wurst, 1992
- De vuurproef, 1991
- De plasser, 1988
- Door duistre dalen: psalm 23, 1986
- Intermezzo, 1985